# Latiano
Latiano község (comune) Olaszország Puglia régiójában, Brindisi megyében.

## Fekvése
Brindisitől nyugatra, a Salento területén fekszik.

## Története
Latianót az írásos dokumentumok szerint a 11. század elején alapította Bohemund, Taranto hercege, ekkor épült fel ugyanis a Sant’Andrea dell’Isola di Brindisi kolostor. A 19. század elejéig hűbéri birtok volt, ekkor nyerte el önállóságát, ugyanis a Nápolyi Királyságban felszámolták a feudalizmust.

## Népessége
A lakosság számának alakulása:

## Főbb látnivalói
- Palazzo Imperiali - 12. századi nemesi palota.
- Santa Maria Della Neve-templom - a 17. században épült barokk stílusban.
- Museo del sottosuolo (Földalatti Múzeum) - az egyetlen múzeum Olaszországban, mely a földalatti világgal foglalkozik (geológia, biológia, paleontológia, pedológia)